# لويس إتش ويلسون جونيور
لويس إتش ويلسون جونيور (بالإنجليزية: Louis H. Wilson)‏ هو ضابط أمريكي، ولد في 11 فبراير 1920 في براندون في الولايات المتحدة، وتوفي في 21 يونيو 2005 في برمنغهام في الولايات المتحدة.

## وصلات خارجية
- لويس إتش ويلسون جونيور على موقع إن إن دي بي (الإنجليزية)